# Caviria
Caviria este un gen de molii din familia Lymantriidae descrisă de către Jacob Hübner în 1819. Specia este larg răspândită în America de Sud, America de nord-est, India, Sri Lanka, Myanmar, Insulele Andaman și Java.

## Specii
- Caviria andeola
- Caviria athana
- Caviria vine
- Caviria doda
- Caviria eutelida
- Caviria hedda
- Caviria marcellina
- Caviria micans
- Caviria odriana
- Caviria regina
- Caviria sericea
- Caviria vestalis
- Caviria vinasia

## Legături externe
- Lista genului Lymantriidae[nefuncțională]
 în Fluturii și moliile lumii de la Muzeul de istorie naturală